# Aké-Béfiat
Aké-Béfiat est un village de la région de l'Agnéby-Tiassa dans le Sud de la Côte d'Ivoire situé dans le District des Lagunes. Cette localité est aministrativement rattachée à la commune d'Agboville.